# Myristica malaccensis
Espèce
Synonymes
- Palala malaccensis Kuntze[2]

Statut de conservation UICN

 VU D2 : Vulnérable
 Myristica malaccensis subsp. papillosa 
Myristica malaccensis est une espèce de plantes du genre Myristica de la famille des Myristicaceae.

## Liste des sous-espèces
Selon Catalogue of Life (18 septembre 2020) :
- sous-espèce Myristica malaccensis subsp. malaccensis
- sous-espèce Myristica malaccensis subsp. papillosa